# Vicky Cristina Barcelona
Vicky Cristina Barcelona és una pel·lícula del director estatunidenc Woody Allen, estrenada l'any 2008 i que va ser rodada parcialment a Barcelona amb una gran quantitat d'actors catalans entre el repartiment. El rodatge es va fer en diversos punts de Barcelona l'estiu de 2007, entre ells el Port Vell, l'Eixample o el Mercat de la Boqueria, així com en diverses localitzacions a Astúries. L'Ajuntament de Barcelona, entre altres entitats, va subvencionar la pel·lícula amb l'esperança que servís per a promocionar la ciutat i que es convertís en un reclam per a futurs turistes. L'Ajuntament va aportar 1 milió d'euros, mentre que la Generalitat de Catalunya va aportar 500.000 euros. La pel·lícula es va doblar al català.
Penélope Cruz va rebre un Oscar a la millor actriu secundària per la seva interpretació a la pel·lícula.

## Argument
Vicky (Rebecca Hall) i Cristina (Scarlett Johansson), dues noies estatunidenques, decideixen passar les vacances d'estiu a Barcelona. Mentre que la primera és assenyada i està a punt de casar-se, la segona és emocional i es troba a la recerca de noves aventures. En una exposició a la Ciutat Comtal coneixen Juan Antonio (Javier Bardem), un pintor que aviat les convida a passar el cap de setmana a Oviedo amb ell. Aviat les joves es veuen embolicades en una relació poc convencional amb l'artista, que encara manté una relació conflictiva amb la seva ex dona, María Elena (Penélope Cruz).

## Repartiment
|  | - Rebecca Hall: Vicky - Scarlett Johansson: Cristina - Javier Bardem: Juan Antonio Gonzalo - Penélope Cruz: María Elena - Chris Messina: Doug - Patricia Clarkson: Judy Nash - Kevin Dunn: Mark Nash - Christopher Evan Welch: narrador (veu) - Manel Barceló: doctor - Josep Maria Domènech: Julio - Jaume Montané: amic de Juan Antonio - Lloll Bertran: amiga de Juan Antonio - Joel Joan: amic de Juan Antonio - Sílvia Sabaté: amiga de Juan Antonio - Carrie Preston: Sally - Abel Folk: Jay - Paco Mir: convidat de la galeria d'art - Joan Pera: convidat de la galeria d'art |

## Premis i nominacions
D'entre els guardons a què la pel·lícula va optar, els principals són els següents:

### Premis
- Oscar a la millor actriu secundària per Penélope Cruz
- BAFTA a la millor actriu secundària per Penélope Cruz
- Globus d'Or a la millor pel·lícula musical o còmica
- Premi Gaudí a la millor pel·lícula en llengua no catalana
- Premi Gaudí a la millor interpretació femenina secundària per Penélope Cruz
- Premi Gaudí a la millor música original per Jens Neumaier, Giulia Tellarini i Xavier Tort
- Premi Goya a la millor actriu secundària per Penélope Cruz
- Premi Sant Jordi de Cinematografia a la millor pel·lícula espanyola
- Independent Spirit al millor guió per Woody Allen
- Independent Spirit a la millor actriu secundària per Penélope Cruz

### Nominacions
- Globus d'Or al millor actor musical o còmic per Javier Bardem
- Globus d'Or a la millor actriu musical o còmica per Rebecca Hall
- Globus d'Or a la millor actriu secundària per Penélope Cruz
- Premi Gaudí a la millor interpretació masculina principal per Javier Bardem
- Premi Gaudí a la millor fotografia per Javier Aguirresarobe
- Premi Gaudí al millor so per Shaun Mills
- Fotogramas de Plata a la millor actriu de cinema per Penélope Cruz
- Premi Bodil a la millor pel·lícula estatunidenca
- Premi Satellite a la millor pel·lícula musical o còmica
- GLAAD Media Award a la pel·lícula més destacada